# Cruz del Levantamiento de Silesia
La Cruz del Levantamiento de Silesia (en polaco: Śląski Krzyż Powstańczy) es una condecoración estatal de la República Popular de Polonia, establecida por el decreto del Consejo de Ministros, aprobado por el Consejo Nacional el 8 de octubre de 1946 «para conmemorar las heroicas luchas del pueblo de Silesia contra la violencia alemana, que durante 600 años de cautiverio de Silesia no lograron romper el espíritu polaco de este antiguo distrito de Piast (...) para personas especialmente distinguidas en la lucha por unir Silesia a la Madre Patria».

## Estatuto
Según el decreto de 1946, la Cruz del Levantamiento de Silesia podía otorgarse a:
- Personas que participaron con las armas en la mano en los levantamientos de Silesia en 1919-1921
- Personas que durante la guerra de septiembre de 1939 a enero de 1945, con su lucha y trabajo en organizaciones clandestinas, contribuyeron a mantener el espíritu polaco y facilitaron la recuperación de las tierras de Silesia, o que ayudaron directamente al ejército en la liberación de Silesia.

La ley del 17 de febrero de 1960, que reemplazó las regulaciones anteriores, estipuló que la Cruz del Levantamiento de Silesia era una recompensa para las personas que participaron en las batallas contra los invasores alemanes en los Levantamientos de Silesia de 1919-1921.
El organismo encargado de conceder la Cruz del Levantamiento de Silesia era el ministro de Defensa Nacional, de 1960 a 1989 el Consejo de Estado y posteriormente por el Presidente de la República de Polonia.
El 8 de mayo de 1999 se dio por finalizada la concesión de la Medalla de conformidad con el art. 2.1 de la Ley de 16 de octubre de 1992. Disposiciones que introducía la ley de órdenes y condecoraciones, derogan disposiciones sobre títulos honoríficos y modifican determinadas leyes.
La Cruz del Levantamiento de Silesia se usa en el lado izquierdo del pecho, inicialmente en secuencia después de la Cruz Partisana, desde 1957 después de la Cruz del Levantamiento de la Gran Polonia, a partir de 1960 después de la Medalla por tu Libertad y la Nuestra, y antes de la Cruz del Levantamiento de la Gran Polonia, a partir de 1981 después de la Medalla por Participar en la Guerra Defensiva de 1939, desde 1984 después de la Medalla por Participar en las Luchas en Defensa del Poder Popular, y finalmente a partir de 1992 se usaba con las condecoraciones estatales actualmente otorgadas enumeradas en el Acta de ese año (modificado).
Cada medalla venía con un certificado de premio, este certificado se presentaba en forma de un pequeño folleto de cartón de 8 cm por 11 cm con el nombre del premio, los datos del destinatario y un sello oficial y una firma en el interior.
Según los datos de la Oficina de Condecoraciones del Estado de la Cancillería del Consejo de Estado y la Oficina de Condecoraciones de la Cancillería del Presidente de la República de Polonia, se otorgaron un total de 20.412 cruces.

## Descripción
La descripción de la insignia de la Cruz del Levantamiento de Silesia se incluyó en el decreto de 1946, y luego en una forma ligeramente modificada, especificada en detalle en la resolución del Consejo de Estado del 29 de febrero de 1960. Según esta última resolución, la insignia es una cruz isósceles fabricada en metal brillante, plateado y oxidado, con unas dimensiones de 35 × 35 mm.   
Los brazos de la cruz están enmarcados y ensanchados en los extremo. En el anverso, en el centro de la cruz, hay un escudo redondo cubierto con esmalte de zafiro, en el que hay un águila de Silesia oxidada, plateada y convexa. El escudo está rodeado por un borde ornamentado (en el decreto: corona de laurel plateada). Los brazos horizontales llevan las fechas «1921» y «1939», y los brazos verticales inferiores tienen la fecha «1945» (en la descripción de la insignia en el decreto, estas fechas se colocaron en los brazos del reverso). En el reverso del escudo está la inscripción «KRN» y la fecha «1946» en dos líneas, y en el borde del escudo está la inscripción «BOJOWNIKOM ŚLĄSKA» (en la descripción de la insignia en el decreto hay una corona de laurel en lugar de la inscripción en el borde).   
La cinta de la Cruz tiene 36 mm de ancho, con una franja vertical blanca de 2 mm de ancho en el centro y franjas a ambos lados: roja de 2 mm de ancho, verde de 2 mm de ancho, blanca de 1 mm de ancho, azul de 7 mm de ancho, blanca 3 mm de ancho y 2 mm de ancho rojo cereza (anteriormente, según el decreto, la Cruz del Levantamiento de Silesia se colgaba de una cinta azul con dos franjas verticales: marrón y blanca a los lados de la cinta y una franja vertical en los colores de la «Orden de la Cruz de Grunwald» pasando por el centro de la cinta).   
El esquema de colores de la cinta de la Cruz del Levantamiento de Silesia es similar a los colores de la Cinta del Valor y del Mérito de Silesia de antes de la guerra, con una franja estrecha en el medio con los colores de la Orden de la Cruz de Grunwald.   